# 肯納威克人

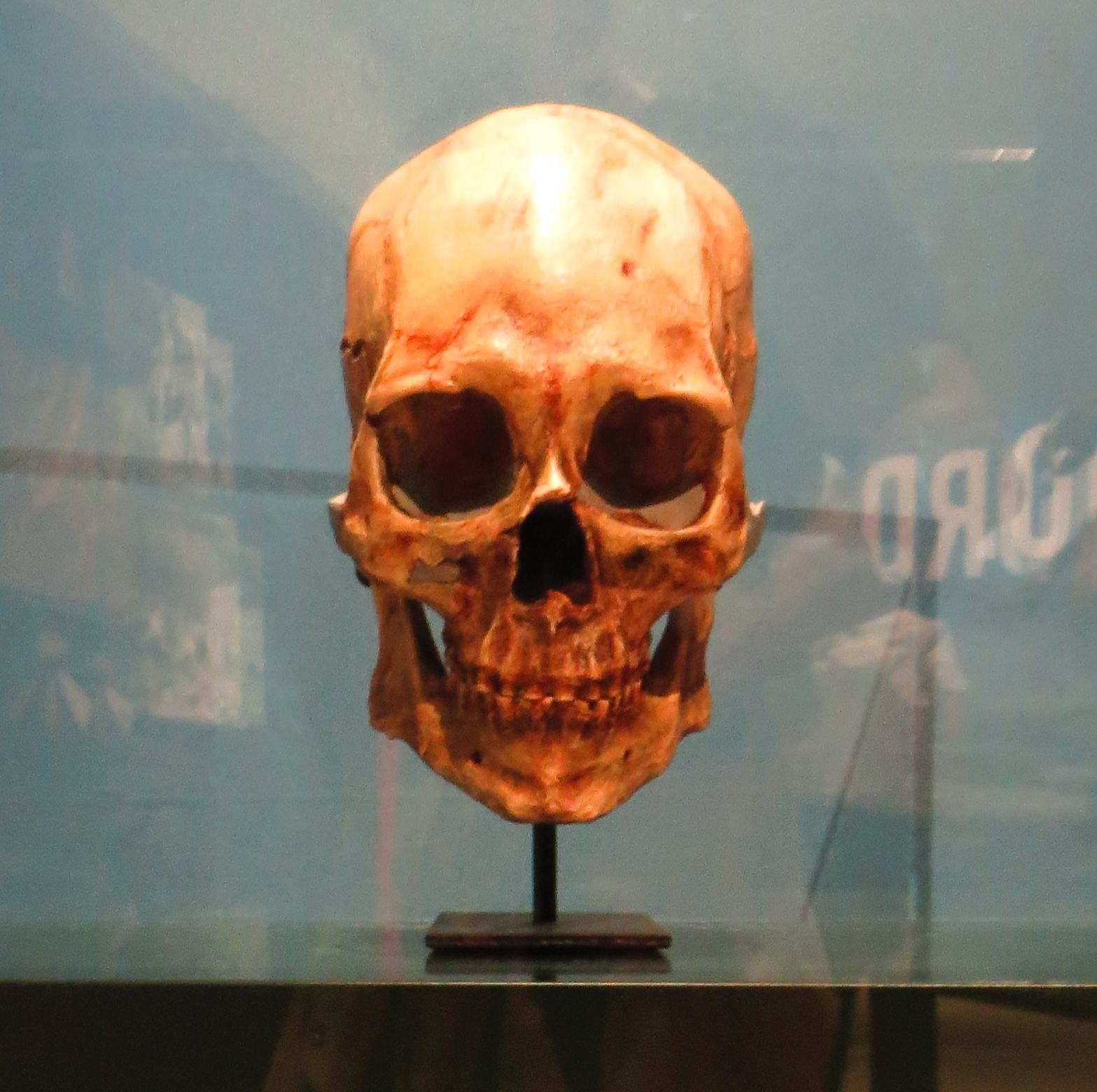
肯納威克人頭骨

肯納威克人（英語：Kennewick Man）是一具於1996年7月28日出土自美國華盛頓州哥倫比亞河岸肯納威克城的史前人骨骸。據碳同位素分析，其年齡在距今8500年左右。是有史以來發現最完整的人類骨骸之一，也是現今所知美國年代最久遠的人類骨骸。
肯納威克人的發現引發相當大的爭議。許多印第安族群皆聲稱肯納威克人為其祖先，並根據美國聯邦原住民本土居民墓葬保護與歸還法案要求歸還骨骸；作為肯納威克人發掘者的考古學家詹姆斯·克特斯和道格拉斯·W·奧斯利則聲稱肯納威克人的體質特徵較接近玻里尼西亞或東南亞人種，與現存美洲原住民族的血緣關係薄弱，以此爭取對肯納威克人的科學研究權；同時，負責監督骨骸出土地區的美國陸軍工兵部隊亦宣稱自己擁有保管肯納威克人的權利。 
2004年2月，美國聯邦法院判決結果認為肯納威克人與現存任一支美國原住民族皆無直接血緣關係，准許美國陸軍工程兵團保留骨骸，以及對骨骸的一切科學研究。直至2015年6月，丹麥哥本哈根大學的科學家使用最先進的DNA檢驗法，證實肯納威克人的確與現代美洲原住民有血緣關聯。
分析證實，肯納威克人的基因與華盛頓東北部的美國印地安人科爾維爾族密切相關。該研究結果發表在當期的《自然》雜誌上。
2016年9月，美國國會通過立法，將肯納威克人歸還給哥倫比亞盆地的部落聯盟，並根據其傳統儀式重新安葬。
2017年2月18日，肯納威克人的骨骸被正式安葬，出席其葬禮的哥倫比亞盆地部落聯盟成員有200人。